# Acacia castanostegia
Acacia castanostegia — вид квіткових рослин з родини бобових. Ареал: Австралія (пд. Західна Австралія).

## Екологія
Населяє піщані, щебенисті латеритні ґрунти.

## Біоморфологічна характеристика
Це щільний, округлий і колючий кущ, який досягає висоти 0.2–0.5(1.2) метра. Цвіте в липні й дає кремові квітки.